# Свідоцтво
Свідоцтво — документ, що засвідчує якийсь конкретний факт чи ряд пов'язаних між собою фактів. Часом, навіть в законодавстві, коли йдеться про документ, який засвідчує особу чи її особливі права плутають свідоцтво та посвідчення. Свідоцтво про закінчення водійський курсів — свідоцтво самого факту, але посвідчення водія — посвідчення, що ця особа має водійські права певної категорії.